# I tre investigatori
I tre investigatori è una serie di romanzi gialli per ragazzi, editi dalla Arnoldo Mondadori Editore dai primi anni settanta ai primi anni ottanta, facenti parte della collana Il giallo dei ragazzi, al pari di altre serie come gli Hardy Boys, Nancy Drew, I Pimlico Boys, Rossana, Marcello e Andrea.
Caratteristica di quasi tutti i romanzi della serie è quella di mescolare la storia gialla con elementi soprannaturali, che, a seguito di indagini dei protagonisti, vengono svelati come messe in scena perfettamente razionali, poste in essere dal colpevole di turno.
Si tratta dunque di meccanismi noti al pubblico dei più giovani per essere tipici delle storie di Scooby Doo (anche se nei romanzi non sempre si parla di "fantasmi"), i quali a propria volta risultano debitori dei modelli classici di Arthur Conan Doyle e, soprattutto John Dickson Carr.

## Gli autori
La serie di libri, già apparsa negli Stati Uniti, era presentata dal noto regista Alfred Hitchcock, il quale non solo curava la prefazioni dei singoli volumi, ma vi compariva saltuariamente come personaggio, ancorché secondario. Il noto regista inglese figura, formalmente, come autore in copertina, ma nella quarta di copertina di ogni romanzo viene indicato l'effettivo autore della storia.
L'originario autore della serie ed ideatore dei singoli personaggi fu, in realtà, lo scrittore statunitense Robert Arthur (1909-1969), al quale si aggiunsero, dopo la sua morte, altri autori, come William Arden, Nick West, Mary V. Carey, Marc Brandel.

## I personaggi principali ed i luoghi
I tre investigatori sono degli adolescenti californiani, Jupiter Jones, capo indiscusso del gruppo, grassottello, molto acuto e intelligente, Pete Crenshaw, alto e atletico, spesso utilizzato per missioni e indagini sul campo, e Bob Andrews, l'intellettuale del terzetto, spesso dedito a ricerche d'archivio.
Quasi tutte le storie si svolgono nell'immaginaria località di Rocky Beach, piccola cittadina sulla costa della California, situata nei pressi di Hollywood, con qualche incursione in altre zone degli Stati Uniti, come il Nuovo Messico.
Ben caratterizzata è la base operativa del terzetto, situata all'interno della Bottega del Recupero dello zio di Jupiter Jones - Titus Andronicus Jones - in una roulotte nascosta fra merci di ogni genere.

## Successo di pubblico e critica
I romanzi della collana ebbero ottimi riscontri commerciali in Italia, con larga diffusione presso le fascia di lettori più giovani.
La collana ebbe analogo successo in Germania, dove, negli anni ottanta e novanta, sono state scritte ulteriori storie apocrife de I tre investigatori, addirittura con trasposizioni televisive e cinematografiche.

## I libri

### Libri statunitensi

#### Volumi pubblicati da Mondadori, Milano, nella Collana "Il giallo dei ragazzi"
1. Il castello del terrore (The Secret of Terror Castle) (1964), di Robert Arthur, n°26
2. Il pappagallo balbuziente (The Mystery of the Stuttering Parrot) (1964), di Robert Arthur, n°28
3. Il tesoro scomparso (The Mystery of the Vanishing Treasure) (1966), di Robert Arthur, n°30
4. Il fantasma verde (The Mystery of the Green Ghost) (1965), di Robert Arthur, n°32
5. La mummia sussurrante (The Mystery of the Whispering Mummy) (1965), di Robert Arthur, n°34
6. L'isola dello scheletro (The Secret of Skeleton Island) (1966), di Robert Arthur, n°36
7. L'orologio che urla (The Mystery of the Screaming Clock) (1968), di Robert Arthur, n°38
8. Il drago raffreddato (The Mystery of the Coughing Dragon) (1970), di Nick West, n°41
9. Il teschio parlante (The Mystery of the Talking Skull) (1969), di Robert Arthur, n°44
10. La caverna del diavolo (The Mystery of the Moaning Cave) (1968), di William Arden, n°47
11. Il principe e il ragno (The Mystery of the Silver Spider) (1967), di Robert Arthur, n°50
12. L'amuleto d'oro (The Mystery of the Laughing Shadow) (1969), di William Arden, n°53
13. Il gatto sciancato (The Secret of the Crooked Cat) (1970), di William Arden, n°56
14. L'occhio di fuoco (The Mystery of the Fiery Eye) (1967), di Robert Arthur, n°59
15. L'aquila scarlatta (The Mystery of the Flaming Footprints) (1971), di M. V. Carey, n°62
16. Il leone nervoso (The Mystery of the Nervous Lion) (1971), di Nick West, n°66
17. Il canto del serpente (The Mystery of the Singing Serpent) (1972), di M. V. Carey, n°71
18. Una strana eredità (The Mystery of the Shrinking House) (1972), di William Arden, n°78
19. Il diario del marinaio (The Secret of Phantom Lake) (1973), di William Arden, n°84
20. Il mostro della montagna (The Mystery of Monster Mountain) (1973), di M. V. Carey, n°89
21. Lo specchio incantato (The Secret of the Haunted Mirror) (1974), di M. V. Carey, n°96
22. Gli indovinelli del morto (The Mystery of the Dead Man's Riddle) (1974), di William Arden, n°103
23. Il cane invisibile (The Mystery of the Invisible Dog) (1975), di M. V. Carey, n°111
24. La miniera abbandonata (The Mystery of Death Trap Mine) (1976), di M. V. Carey, n°119
25. Il diavolo danzatore (The Mystery of the Dancing Devil) (1976), di William Arden, n°125
26. La spada del conquistatore (The Mystery of the Headless Horse) (1977), di William Arden, n°131
27. Il bosco delle streghe (The Mystery of the Magic Circle) (1978), di M. V. Carey, n°147
28. Un sosia per Jupiter (The Mystery of the Deadly Double) (1978), di William Arden, n°154
29. Le formiche guerriere (The Mystery of the Sinister Scarecrow) (1979), di M. V. Carey, n°162
30. Duello sotto il mare (The Secret of Shark Reef) (1979), di William Arden, n°167

## Filmografia
- I tre investigatori e l'isola misteriosa (The Three Investigators and the Secret of Skeleton Island) (2007)
- I tre investigatori e il castello del terrore (The Three Investigators and the Secret of Terror Castle) (2009)